# Muchachito Bombo Infierno
Muchachito Bombo Infierno ist eine mehrköpfige Musikgruppe aus Barcelona, Katalonien.

## Hintergrund
Sie besteht aus Jairo Perera (Gesang, Gitarre und Pauke), Tito Carlos (Klavier) Josué El Ciclón (Trompete), Hector Bellino (Schlagzeug), El Lere (Kontrabass), zusammen mit Gigoleto Brass (Saxophon), Martin Lusurius und David El Niño (Posaune), Oscar Bass und Alberto El Jaguar Del Paralelo (Trompete) und dem „Musiker der Pinsel“ Santos De Veracruz, der während der Konzerte auf der Bühne Bilder malt.
Die Gruppe fügte sich im Laufe der Zeit Stück für Stück zusammen. Der erste Auftritt fand 2004 im Sala Apolo in Barcelona statt, auf dem erste Promos verteilt wurden. Durch den Erfolg dieses Konzertes bekam die Gruppe die Möglichkeit, ihr erstes Album „Vamos que nos Vamos“ aufzunehmen, das in Spanien beachtlichen Erfolg hatte.
Unterstützt wird die Band seit Beginn von Ojos de Brujo und steht in enger Verbindung mit Tomasito, Los Delinquentes und Kiko Veneno (G-5)

## Diskografie
Alben
- 2005: Vamos que nos Vamos
- 2006: Extras
- 2007: Visto lo visto
- 2010: Idas y vueltas
- 2023: Qué puede salir mal

Singles
- 2006: Siempre que quiera (ES: Gold)[2]
- 2010: La quiero a morir (ES: Platin)